# Jacinto Bosch Vilá
Jacinto Bosch Vilá (Figueras, Gerona, 14 de abril de 1922 – Granada, 18 de noviembre de 1985) fue un arabista e historiador español.

## Biografía
Nacido en Figueras el 14 de abril de 1922, estudió Filosofía y Letras en la Universidad de Barcelona. Estuvo vinculado a la universidad de Zaragoza durante la primera parte de su vida académica, y acabó siendo el primer titular de la cátedra de Historia del Islam en la Universidad de Granada que acabó convirtiendo en el primer departamento dedicado a la historia del Islam.
Falleció el 18 de noviembre de 1985 en Granada.

## Obra
Libros
- Los almorávides (1998). Editor: Editorial Universidad de Granada ISBN 978-84-338-2451-6 ISBN 84-338-2451-1
- La Sevilla islámica : 712-1248 (1984). Universidad de Sevilla. Secretariado de Publicaciones ISBN 978-84-7405-294-7. ISBN 84-7405-294-7
- La revolución islámica iraní en el renacimiento universal del Islam. Universidad de Granada, 1981. ISBN 84-86029-00-7

Obras colectivas
- La Sevilla Islámica. Jacinto Bosch Vilá. Historia de Sevilla / coord. por Francisco Morales Padrón, 1992, ISBN 84-7405-818-X, págs. 93-160
- Una nueva fuente para la historia de al-Andalus: el Kitab Iqtibas al-anwar de Abu Muhammad al-Rusati. Jacinto Bosch Vilá. Actas del XII Congreso de la U.E.A.I. (Málaga, 1984), 1986, ISBN 84-398-7260-7, pags. 83-94
- Historiadores de Al-Andalus y de Al-Magrib: visión de la historia. Jacinto Bosch Vilá. Estudios en homenaje a Don Claudio Sánchez Albornoz en sus 90 años, Vol. 2, 1983, pags. 365-377
- El siglo XI en Al-Andalus: Aspectos políticos y sociales. Estado de la cuestión y perspectivas, Jacinto Bosch Vilá. Actas de las Jornadas de Cultura Árabe e Islámica : (1978), 1981, ISBN 84-7472-029-X, pags. 183-196
- Albarracín musulmán. El reino de Taifas de los Beni Razín, hasta la constitución del señorío cristiano (1959), En: ALMAGRO, Martín, Historia de Albarracín y su sierra, Tomo II, Parte Primera, Teruel, IET.

Traducciones
- (traducido con Molina López, Emilio). Al-Andalus en el "kitab Iqtibas Al-anwar" y en el "Ijtisar Iqtibas Al-Anwar" (1990). Autor: Rusati, Abu Muhammad Ibn Al-Jarrat al-Isbili al-. Editor: Consejo Superior de Investigaciones Científicas ISBN 978-84-00-07102-8. ISBN 84-00-07102-6

Artículos de revistas
- Notas de toponimia para la historia de Guadalest y su valle. Jacinto Bosch Vilá. Sharq Al-Andalus: Estudios mudéjares y moriscos, ISSN 0213-3482, N.º 3, 1986, págs. 201-230
- El Kitab iqtibas al-anwar de Abu Muhammad al-Rusati: Análisis de la obra de las noticias sobre al-Andalus. Jacinto Bosch Vilá. Revista del Instituto Egipcio de Estudios Islámicos, ISSN 1132-3485, N.º 23, 1985‑1986, págs. 7-13
- Esplendor y decadencia: la trayectoria política. Jacinto Bosch Vilá. Historia 16, ISSN 0210-6353, N.º 89, 1983, págs. 32-39
- Los imperios del desierto. Jacinto Bosch Vilá. Historia 16, ISSN 0210-6353, N.º 72, 1982, págs. 72-79
- Los documentos árabes del archivo Catedral de Huesca. Jacinto Bosch Vilá. Revista del Instituto Egipcio de Estudios Islámicos, ISSN 1132-3485, N.º 5, 1-2, 1957, págs. 1-48
- Dos nuevos manuscritos y papeles sueltos de moriscos aragoneses. Jacinto Bosch Vilá. Al-Andalus : revista de las Escuelas de Estudios Árabes de Madrid y Granada, ISSN 0304-4335, Vol. 22, N.º 2, 1957, pags. 463-470
- Problema de los "dinares qanasires". Jacinto Bosch Vilá. Al-Andalus : revista de las Escuelas de Estudios Árabes de Madrid y Granada, ISSN 0304-4335, Vol. 19, N.º 1, 1954, pags. 143-148
- El reino de taifas de Zaragoza: Algunos aspectos de la cultura árabe en el valle del Ebro (1960). Separata de Cuadernos de Historia Jerónimo Zurita. Zaragoza[3]